# Listă de fizicieni medicali români
Lista ce urmează este doar o compilare parțială de fizicieni medicali români de renume din întreaga lume.

## B
- Emanoil Bacaloglu (1830-1891) fizician, chimist și matematician român, de origine greacă, din 1859 este profesor de chimie la Școala Națională de Medicină și Farmacie din București și de algebră și trigonometrie la Colegiul Sfântul Sava, iar din 1863 este profesor de fizică la Școala Superioară de Științe si ulterior la Universitatea București, și membru titular al Academiei Române din 1879.
- Ion C. Băianu (n. Băianu Ioan) (n. 18.08.1947 - d. 10.02.2013), prof. univ. dr., în SUA Membru al Academiei Americano-Române de Arte și Științe; Membru de convocare al Senatului Univ. din Londra și al Univ. "Alexandru I. Cuza" din Iași, cu specializări în: FT-RMN, microspectroscopie FT-NIR cu aplicații în biofizică medicală-medicină nucleară în diagnoza + tratamentul cancerului și patologiei Alzheimer, metode de difracție cu raze X și neutroni aplicate la para-cristale/sisteme necristaline, fizica plasmei și teorii de grupuri-grupoizi cuantici pluri-dimensionali, calculatoare și mașini cuantice, biologie matematică relațională a organismelor vii și sisteme genomice integrate, biologie moleculară cuantică.

## D
- Gheorghe Dima (1876-1951) fizician a studiat energia initiala a fotoelectronilor, profesor fizica la Facultatea de Medicina din Cluj

## H
- Stefan Walter Hell (n.1962) fizician german originar din România, laureat al Premiului Nobel pentru Chimie pe 2014, din 1993 șef departamentul de fizică medicală a Universitatii Turku, Finlanda

## M
- Alexe Marin (1814-1895) cunoscut si ca „învățătorul de sat“, profesor de «Physica si chimie medicala» la școală secundară de chirurgie a dr. Carol Davila (cu program școlar teoretic-liceal și sanitar-militar)
- Constantin Miculescu (1863-1937), fizician, profesor fizica la Facultatea de Medicina din Bucuresti
- Florentina Mosora (n. 7 ianuarie 1940, Cluj - d. 1 februarie 1996, Liège) a fost fizician medical și actriță de cinema din România.

## R
- Valeriu Rusu (1938-2014), profesor de biofizica si fizica medicala la Facultatea de Medicina, UMF Iasi, 1996-2004: Decan al Facultatii de Medicina din Iasi

## S
- Mircea N. Sabău (1934-2009), fizician, doctor în Fizica Energiilor Înalte, specialist în Fizică Medicală, profesor al Universității din Chicago și al Universității din Dallas.
- Ioan Stravolca (1847-1910), fizician, profesor de fizica la catedra de Fizică Generală a Facultății de Științe din Iași din 1879 si profesor suplinitor de fizica la Facultatea de Medicina din Iasi din 1880, iar incepand cu anul universitar 1895‐1906 este profesor titular de fizica medicala la catedra de “Fizica Medicală” (regasita sub forma de “Fisica Medicală” sau “Physica Medicală”) la Facultatea de Medicina din Iasi.

## T
- Topoliceanu Florin (n. 16.04.1939 Dolhasca – d. 01.06.2015 Iasi) fost prorector si decan al Facultății de Bioinginerie Medicală, Universitatea de Medicină și Farmacie „Grigore T. Popa“ din Iași, a absolvit în 1962 Facultatea de Medicină, de la UMF-Iasi (promotia 1956/1962) și în 1970 Facultatea de Fizică, specializarea electroradiofizică, de la Universitatea „Al.I. Cuza“ (promotia 1965/1970).

## V
- Vasile Vasilescu (n. 01.01. 1925, Oești, Argeș, d. 02.02.1994, București) medic si fizician român, profesor universitar doctor docent de biofizică medicala la Institutul  de Medicină și Farmacie Carol Davila din București. a absolvit Universitatea Babeș-Bolyai din Cluj, Facultatea de Pedagogie și Psihologie (1946-1951), Facultatea de Medicină (1946-1951) și Facultatea de Fizică (1957-1962). A fost Director adjunct al Institutului de Fiziologie Normală și Patologică al Academiei Române (1958-1962), șeful Catedrei de Biofizică și Biochimie al IMF (1976-1990), prorector al IMF (1961-1964), fondatorul și șef al Laboratorului de Biofizică Medicala din București.